# ACS Aviation
A ACS Aviation, oficialmente ACS-Indústria Aeronáutica LTDA, é uma empresa brasileira criada em 2006 especializada na produção de material aeronáutico. A empresa produz desde pequenas aeronaves acrobáticas até componentes que equipam a cadeia aeroespacial concentrada no Vale do Paraíba, estando sediada no Jardim Santa Julia, São José dos Campos, São Paulo. A empresa conta com um quadro de cinco colaboradores entre técnicos em mecânica, eletrônica, projetista e corpo administrativo, e tem como principal produto a ACS SORA - 100 aeronave experimental 100% nacional de dois lugares completamente construída em materiais compósitos.
A ACS-Aviation presta serviços de engenharia para a cadeia aeroespacial brasileira, tendo como principais clientes o Exército Brasileiro (CTEx), Embraer, Avibras, Mectron, Instituto Tecnológico de Aeronáutica (ITA) e Faculdade de Tecnologia do Estado de São Paulo (FATEC). Os projetos nos quais a ACS está envolvida  na área aeronáutica e aeroespacial são Veículo aéreo não tripulado (VANTs), Estudos Aeroelásticos de  Asas Flexíveis, componentes estruturais do Foguete MSS, Containers para o míssil MAR-1, componentes estruturais das aeronaves AMX da Força Aérea Brasileira e Mirrage da Força Aérea do Paquistão.
Actualmente trabalha no desenvolvimento comercial do Sora-e, a primeira aeronave elétrica tripulada da América Latina. O projeto do desenvolvimento do sistema de propulsão elétrica contou com o apoio da FINEP, projeto de subvenção econômica 03.12.0012-00 e com a parceria da ITAIPU BINACIONAL para implementação do sistema na Aeronave SORA, denominado Sora-e. A 18 de Maio de 2015 o SORA-e realizou o primeiro voo em São José dos Campos, se tornando a primeira aeronave elétrica tripulada brasileira.
O proprietário e presidente da empresa é Alexandre Zaramela, formado em Engenharia Mecânica pela Universidade Federal de Minas Gerais.

## Outras referências
- Gazzoni, Marina. «O desafio das pequenas na aviação». O Estado de São Paulo. Consultado em 30 de agosto de 2016 O Estado de S. Paulo
- Hugo Cilo, Rodrigo Caetano. «A nova revolução da energia». Isto é dinheiro. Consultado em 30 de agosto de 2016 Isto É Dinheiro
- «São José do Futuro». Metrópole Magazine. Consultado em 30 de agosto de 2016 Metrópole magazine
- «Primeiro Voo» (PDF). Revista FAPESP. Consultado em 30 de agosto de 2016
- «Berçário de Aviões» (PDF). FAPESP. Consultado em 30 de agosto de 2016 FAPESP